# ژانگ لینگ (تنیس‌باز)
 ژانگ لینگ (انگلیسی: Zhang Ling؛ زاده ۲۸ اکتبر ۱۹۸۹) یک تنیس‌باز اهل هنگ کنگ است.